# الدعاوي (مسلسل كوري جنوبي)
الدعاوي هو مسلسل تلفزيوني كوري جنوبي من بطولة جانغ دونغ غون وبارك هيونغ شك، صدر المسلسل على قناة كي بي إس 2 في 25 أبريل 2018..

## روابط خارجية
سوتس (مسلسل كوري جنوبي) على موقع IMDb (الإنجليزية)
- سوتس (مسلسل كوري جنوبي) على موقع نتفليكس (الإنجليزية)
- سوتس (مسلسل كوري جنوبي) على موقع كينوبويسك (الروسية)
- سوتس (مسلسل كوري جنوبي) على موقع قاعدة بيانات الفيلم (الإنجليزية)